# Coscinocera heros
Coscinocera heros är en fjärilsart som beskrevs av Rothschild 1899. Coscinocera heros ingår i släktet Coscinocera och familjen påfågelsspinnare. Inga underarter finns listade i Catalogue of Life.